# 尚塔尔·孔波雷
尚塔尔·孔波雷（1962年—），本名尚塔尔·特拉松·德·富热尔（Chantal Terrasson de Fougères），法裔科特迪瓦人，是布基纳法索前总统布莱斯·孔波雷的妻子，在1987年—2014年布莱斯·孔波雷总统任内为布基纳法索第一夫人。

## 生平

### 早年
尚塔尔出生于科特迪瓦达布，她的母亲西蒙娜·维森斯（Simone Vicens）生于法属上沃尔特的瓦加杜古，而尚塔尔的外祖父让·特拉松·库鲁马（Jean Terrasson Kourouma）是法国前殖民地官员亨利·特拉松·德·富热尔的私生子，她的家庭亦与科特迪瓦首任总统费利克斯·乌弗埃-博瓦尼有密切联系。
1985年1月15日，尚塔尔见到了正在访问科特迪瓦的布基纳法索年轻军官布莱斯·孔波雷中尉，他同时担任该国的司法部长兼国务部长。在他们见面五个月后的6月29日，尚塔尔就与布莱斯结婚。他们的婚姻被认为是科特迪瓦总统博瓦尼的安排，以期在当时与科特迪瓦关系并不好的布基纳法索高层中有一位能与博瓦尼联系的盟友，其时，布基纳法索总统托马斯·桑卡拉是通过政变上台的左翼领导人，而孔波雷则是政变的主要领导人之一，亦是桑卡拉身边的重要盟友与副手。据布基纳法索政治家、学者瓦莱尔·索梅所说，尚塔尔并不喜欢当时的总统桑卡拉，由于桑卡拉禁止布基纳法索售卖香槟，尚塔尔就在一次晚宴中嘲讽桑卡拉是在“假装革命”。

### 第一夫人

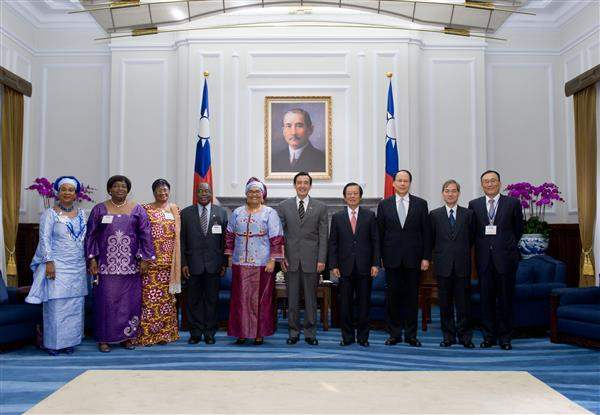
中華民國總統馬英九與布吉納法索第一夫人香黛合影

在托马斯·桑卡拉执政后期，他与布莱斯·孔波雷的矛盾已到了不可调和的程度。1987年10月15日，布莱斯·孔波雷发动军事政变，杀死了总统桑卡拉，科特迪瓦与法国都疑似参与了这次政变。随着布莱斯成为新的布基纳法索总统，尚塔尔也随之成为布基纳法索第一夫人，而前任第一夫人、桑卡拉的遗孀玛丽亚姆·桑卡拉则带着她的两个孩子流亡他国。
在布莱斯·孔波雷统治布基纳法索的27年间，身为第一夫人的尚塔尔大部分时间都在国内外从事慈善事业。1989年，尚塔尔创立了布基纳法索保护儿童基金会（Fondation Burkinabée Association pour la Protection des Enfants），后于1997年改名苏卡基金会（Fondation Suka），致力于通过改善医疗保健、住房和教育来帮助儿童。2002年，她和喀麦隆第一夫人尚塔尔·比亚名下的基金会一同加入了防止艾滋病传播的运动。
除了从事慈善事业外，尚塔尔还多次出国旅行，有时则会进行外交国事访问。例如在中华民国与布基纳法索建交期间，她在2008年5月20日与丈夫布莱斯·孔波雷一同出席了中华民国总统马英九的就职典礼，2011年12月再次出访中华民国，与总统马英九会面。2014年8月，她与丈夫赴白宫会见美国总统奥巴马。她还撰写过关于人类发展问题的文章，例如2009年她在《卫报》上发表过对埃及总统穆巴拉克和乌干达总统穆塞韦尼对反对态度的支持。

### 下台与流亡
2014年10月31日，布莱斯·孔波雷在民众大规模起义后黯然辞职，逃到塞内加尔，后在前科特迪瓦总理阿拉萨内·瓦塔拉的协助下流亡科特迪瓦。与此同时，尚塔尔失去了第一夫人头衔，她先于丈夫抵达科特迪瓦首都亚穆苏克罗，后到科特迪瓦与布基纳法索边境的科霍戈与他会合。